# Комиссия Хайкрафта
Комиссия Хайкрафта — следственная комиссия, организованная британскими властями в подмандатной Палестине после второго палестинского восстания в 1921 году и возглавляемая судьёй Томасом Хайкрафтом.

## Выводы комиссии
После заслушивания свидетелей с еврейской и арабской сторон комиссия пришла к выводу, что хотя именно арабы начали погромы и убийства, это было вызвано их озабоченностью по поводу репатриации в Израиль прокоммунистической еврейской молодёжи и завладение евреями земель в Эрец-Исраэль. Выводы комиссии привели к опубликованию Уинстоном Черчиллем первой Белой книги. Вместе с этим Верховный комиссар Палестины Герберт Самуэль предложил создать Законодательное собрание Палестины, в котором принимали бы участие арабы, евреи и англичане. Идея провалилась из-за отказа арабов.